# Меррик (округ)
Округ Меррик (англ. Merrick County) — округ, расположенный в штате Небраска (США) с населением в 7845 человек по статистическим данным переписи 2000 года. Столица округа находится в городе Сентрал-Сити.

## История
Округ Меррик был образован в 1858 году и получил своё официальное название в честь Эльвиры Меррик, супруги политического деятеля Генри У. Депая, подготовившего проекта законодательного акта созданного округа.

## География
По данным Бюро переписи населения США округ Меррик имеет общую площадь в 1282 квадратных километра, из которых 1256 кв. километров занимает земля и 26 кв. километров — вода. Площадь водных ресурсов округа составляет 1,99 % от всей его площади.

### Соседние округа
- Нанс (Небраска) — север
- Полк (Небраска) — восток
- Хауард (Небраска) — запад
- Платт (Небраска) — северо-восток
- Холл (Небраска) — юго-запад
- Гамильтон (Небраска) — юг

## Демография
По данным переписи населения 2000 года в округе Меррик проживало 8204 человека, 2307 семей, насчитывалось 3209 домашних хозяйств и 3649 жилых домов. Средняя плотность населения составляла 7 человек на один квадратный километр. Расовый состав округа по данным переписи распределился следующим образом: 98,32 % белых, 0,22 % чёрных или афроамериканцев, 0,10 % коренных американцев, 0,21 % азиатов, 0,01 % выходцев с тихоокеанских островов, 0,48 % смешанных рас, 0,67 % — других народностей. Испано- и латиноамериканцы составили 2,05 % от всех жителей округа.
Из 3209 домашних хозяйств в 33,30 % — воспитывали детей в возрасте до 18 лет, 61,10 % представляли собой совместно проживающие супружеские пары, в 6,50 % семей женщины проживали без мужей, 28,10 % не имели семей. 25,00 % от общего числа семей на момент переписи жили самостоятельно, при этом 13,10 % составили одинокие пожилые люди в возрасте 65 лет и старше. Средний размер домашнего хозяйства составил 2,51 человек, а средний размер семьи — 2,99 человек.
Население округа по возрастному диапазону по данным переписи 2000 года распределилось следующим образом: 27,50 % — жители младше 18 лет, 6,40 % — между 18 и 24 годами, 24,70 % — от 25 до 44 лет, 23,80 % — от 45 до 64 лет и 17,50 % — в возрасте 65 лет и старше. Средний возраст жителей округа составил 39 лет. На каждые 100 женщин в округе приходилось 95,90 мужчин, при этом на каждых сто женщин 18 лет и старше приходилось 94,90 мужчин также старше 18 лет.
Средний доход на одно домашнее хозяйство в округе составил 34 961 доллар США, а средний доход на одну семью в округе — 39 729 долларов. При этом мужчины имели средний доход в 26 998 долларов США в год против 19 828 долларов США среднегодового дохода у женщин. Доход на душу населения в округе составил 15 958 долларов США в год. 7,00 % от всего числа семей в округе и 8,90 % от всей численности населения находилось на момент переписи населения за чертой бедности, при этом 9,70 % из них были моложе 18 лет и 9,20 % — в возрасте 65 лет и старше.

## Основные автодороги
- US 30
- Автомагистраль 14
- Автомагистраль 22
- Автомагистраль 39
- Автомагистраль 92

## Населённые пункты

### Города
- Сентрал-Сити

### Деревни
- Чепмен
- Кларкс
- Палмер
- Силвер-Крик

### Тауншипы
- Сентрал
- Чепмен
- Кларксвилл
- Лон
- Луп
- Мид
- Мидленд
- Прейри-Крик
- Прейри-Айленд
- Силвер-Крик
- Виригг

### Другие
- Арчер